# End of the century: The story of the Ramones
End of the century: The story of the Ramones és una pel·lícula documental del 2003 sobre el grup de punk rock de la ciutat de Nova York Ramones. La pel·lícula, produïda i dirigida per Jim Fields i Michael Gramaglia, documenta la història del grup des de la seva formació a principis dels anys 1970 fins a la seva ruptura el 1996 i la mort de dos dels quatre membres originals. El títol és extret del disc de Ramones de 1980, End of the century. Johnny Ramone va morir poc després de l'estrena de la pel·lícula.
La versió final i completa de la pel·lícula no va aparèixer fins al febrer de 2004 al 54è Festival Internacional de Cinema de Berlín i es va estrenar comercialment als Estats Units d'Amèrica l'agost de 2004.

## Argument
La pel·lícula narra la trajectòria artística de Ramones des dels seus inicis al barri de Forest Hills, al districte de Queens, i les seves primeres actuacions als CBGB de Nova York fins a la seva incorporació al Rock and Roll Hall of Fame el 2002. Inclou entrevistes exhaustives amb el baixista Dee Dee Ramone (1951-2002), el guitarrista Johnny Ramone (1948-2004), el cantant Joey Ramone (1951-2001), Marky Ramone, C.J. Ramone, Tommy Ramone, Richie Ramone i Elvis Ramone.
També hi són entrevistats Debbie Harry i Joe Strummer, la mare i el germà de Joey i amics de la infància dels membres del grup. Els directors van intentar fer la pel·lícula per primera vegada el 1994 per a documentar l'últim any de Ramones a la carretera, però van trobar dificultats amb management del grup. Fields i Gramaglia van reiniciar la producció de la pel·lícula el 1998 després que Ramones s'hagués retirat oficialment.